# تمزمید
latitudeتمزمیدlongitudeتمزمید
تمزمید (به انگلیسی: Thamesmead، تلفظ: ‎/ˈtɛmzmiːd/‎) یک ناحیه در لندن است که در منطقه سلطنتی گرینویچ واقع شده‌است.

## خصوصیات
تمزمید ۳۱٬۸۲۴ نفر جمعیت دارد.